# 141년

## 연호
- 후한(後漢) 영화(永和) 6년

## 기년
- 후한(後漢) 순제(順帝) 16년
- 신라(新羅) 일성 이사금(逸聖泥師今) 8년
- 고구려(高句麗) 태조대왕(太祖大王) 89년
- 백제(百濟) 개루왕(蓋婁王) 14년

## 탄생
- 위나라의 대신 정욱